# Miguel Filipe Nunes Cardoso
Miguel Filipe Nunes Cardoso, meglio noto come Miguel Cardoso (Lisbona, 19 giugno 1994), è un calciatore portoghese, attaccante del Kayserispor.

## Caratteristiche tecniche
È un'ala sinistra.

## Carriera

### Club

#### Giovanili e Real SC
Nato a São Sebastião da Pedreira, a Lisbona, a otto anni Miguel Cardoso entra nel Rio de Mouro, prima di passare all'accademia del Benfica, dove rimane fino al 2011, con un anno in prestito alle giovanili dell'Estrela Amadora nel 2008-2009.
Successivamente passa alla Casa Pia e nel 2012 al Real Sport Clube, in quarta divisione, dove termina il periodo delle giovanili. Il 2 settembre 2012 esordisce in prima squadra entrando nel secondo tempo della sfida pareggiata 1-1 in casa contro il Pêro Pinheiro. Il 30 marzo 2013 segna la prima rete tra i senior nella vittoria per 6-1 contro il Peniche. Termina la stagione al Real con tre reti e 17 presenze totali.

#### Deportivo La Coruña
Il 29 gennaio 2014 si trasferisce ad La Coruña, giocando per il Deportivo B, in Tercera División. Il 31 marzo 2015 segna una tripletta nel 5-0 contro il Silva che gli permette di entrare in prima squadra e prolungare il proprio contratto col Deportivo La Coruña fino al 2017.
Il 2 dicembre 2015 disputa la prima partita da professionista, ovvero il trentaduesimo di finale di Coppa del Re in casa dello Llagostera, terminato 1-1. Esordisce in Liga il 12 dicembre 2015 al Camp Nou in occasione del match pareggiato 2-2 in rimonta contro il Barcellona. In quell'occasione è entrato a venti minuti dalla fine al posto di Juanfran, offrendo l'assist a Lucas Pérez per il momentaneo gol del 2-1 che ha accorciato le distanze dai blaugrana.

#### União Madeira e Tondela
Il 28 gennaio 2016 il Depor lo manda in prestito in patria, all'União Madeira, fino a giugno 2017. Il 4 luglio 2017 rescinde definitivamente col Deportivo e si accorda lo stesso giorno col Tondela. Al termine della Primeira Liga 2017-2018 il Tondela si classifica undicesimo e Cardoso mette a segno otto reti, oltre che sei assist in campionato.

#### Dinamo Mosca
Il 31 agosto 2018 viene acquistato dalla Dinamo Mosca, in prima divisione russa, con cui sottoscrive un contratto quadriennale. Alla sua seconda presenza in maglia moscovita riesce ad andare a segno nel corso del match del 14 settembre 2018 pareggiato 1-1 contro i concittadini (e campioni di Russia in carica) del Lokomotiv Mosca.

#### Tambov e Belenenses
Il 19 febbraio 2020 viene prestato al Tambov fino al termine della stagione. Ad agosto 2020 torna nella sua città natale, Lisbona, accasandosi al Belenenses sempre a titolo temporaneo.